# Тиунцево
Тиунцево — деревня в Можайском районе Московской области в составе Порецкого сельского поселения. До 2006 года Тиунцево входило в состав Синичинского сельского округа.
Деревня расположена на западе района, примерно в 5 км к северу от Уваровки, у истока безымянного правого притока реки Лусянка (приток Москва-реки), высота центра над уровнем моря 237 м. Ближайшие населённые пункты — Каменка на западе и Рогачёво на юго-западе.

## Население
| 2002 | 2006 | 2010 |
| ---- | ---- | ---- |
| 3    | →3   | ↘2   |